# Cratere Seymour
Seymour  è un cratere sulla superficie di Venere. Deve il proprio nome a Jane Seymour, regina consorte di Regno d'Inghilterra come terza moglie di Enrico VIII.